# Strategia optymalna
Strategia optymalna – strategia, która prowadzi do najkorzystniejszego rezultatu z punktu widzenia danego gracza, przy założeniu, że strategie wszystkich jego przeciwników są znane i ustalone.
Formalnie, strategia optymalna jest korespondencją ze zbioru profilów strategii przeciwników danego gracza na zbiór jego strategii. W ogólnym przypadku, strategia optymalna jest korespondencją a nie funkcją, ponieważ często dla ustalonego profilu strategii przeciwników gracz może mieć więcej niż jedną strategię, która maksymalizuje jego funkcję wypłaty.
Strategie optymalne odgrywają kluczową rolę w definicji równowagi Nasha. Równowaga Nasha ma miejsce, gdy każdy z graczy wybiera strategię optymalną względem strategii (równowagi) jego przeciwników.